# スペースワン
スペースワン株式会社（英: SPACE ONE CO., LTD.）は、東京都港区に本社を置く、宇宙関連企業。専用の射場から人工衛星搭載ロケットの打ち上げを行う日本初の民間企業。

## 概要
人工衛星を搭載する小型ロケットの開発から打上げまでを一貫して担う企業として、2018年7月にキヤノン電子、清水建設、IHIエアロスペース、日本政策投資銀行の4社の出資によって発足。
和歌山県串本町の自社運営のロケット打上げ射場「スペースポート紀伊」を整備し、打ち上げ事業を実施する。固体ロケットの特性を活かした高い即応性、低価格、高信頼性、機動性ある民間射場を強みとした小型衛星用の商業宇宙輸送サービスの事業化を目指す。
スペースポート紀伊は、日本国内のロケット発射場としては3カ所目となる。これまでJAXAが鹿児島県に所有する「種子島宇宙センター」と「内之浦宇宙空間観測所」の2カ所しかなかったのは、民間企業が宇宙ビジネスに参入するための法整備が進んでいなかった上に、民間の打ち上げ需要が乏しかったためである。「国内には民間でロケットを打ち上げたいというニーズがなく、発射場を増やす必要性がなかった」（スペースワン関係者）という。
2018年11月に人工衛星や打ち上げ輸送ロケットに政府の許可を義務付ける「人工衛星等の打上げ及び人工衛星の管理に関する法律（通称「宇宙活動法」）」が施行され、企業による宇宙活動のルールが整備された。小型衛星の需要が高まってきたため、スペースワンが射場を建設し、輸送サービス事業に参入した。宇宙産業界では、「スペースワンの成功が、今後の日本の宇宙ビジネスを大きく左右する」（業界関係者）と見られている。

## 事業内容
- 新世代小型ロケットおよび関連機器の開発・製造・販売
- 人工衛星の打上げ事業
- ロケット射場の開発および運営事業
- その他これらに付随・関連する事業

## 沿革
- 2017年7月19日：キヤノン電子株式会社、清水建設株式会社、株式会社IHIエアロスペース、株式会社日本政策投資銀行の共同出資により「新世代小型ロケット開発企画株式会社」として設立され、法人番号を取得[10]
- 2018年6月1日：「スペースワン株式会社」に商号を変更[10]
- 2018年7月2日：商号を変更し、事業会社化したことを公表[11]
- 2019年4月：国内初の民間小型ロケット発射場「スペースポート紀伊」建設工事着工[12][13][14][15][16]
- 2021年2月：株式会社紀陽銀行が3億円（出資比率2.9%）を出資参加[17]
- 2022年6月：太陽工業株式会社とTSP太陽株式会社（共同）、関西電力株式会社が出資参加[18][19]
- 2022年12月：株式会社三菱UFJ銀行、株式会社オークワが出資参加[20][21]
- 2023年夏ころ：「スペースポート紀伊」より、初号機打ち上げ予定（2023年2月予定を延期）[22][23][24][25][26][27][28][29]
- 2020年代半ば：年間目標打ち上げ回数20回[30]
- 2024年1月：2022年の打ち上げを予定していたがコロナウイルスの影響で延期となっていた「カイロスロケット」初号機を2024年3月9日午前11時〜正午頃にスペースポート紀伊より打ち上げると発表[31]
- 2024年3月9日：午前11時過ぎ、カイロスの打ち上げは予定時刻の直後に延期が告げられた[32]。スペースワンは理由について「海上警戒区域に打ち上げの10分前になっても船舶が残留したため」と説明し、打ち上げ予定を3月13日11時1分12秒へと変更した[33][34][35]。
- 2024年3月13日：午前11時1分2秒、カイロスはリフトオフしたが、リフトオフの5秒後に空中で自立飛行安全システムが破壊指令を出したため爆発しスペースポート紀伊の敷地内に墜落した[36][37]。

## 発射場
和歌山県東牟婁郡串本町田原地区の浦神半島に所在する日本初の民間ロケット射場。敷地は隣接する和歌山県東牟婁郡那智勝浦町浦神地区にまたがる。
ロケット打ち上げ射点、ロケット組立棟、総合司令塔などからなり、総合司令塔は国道42号線から望むことができる。2019年11月19日に起工し、株主である清水建設株式会社が施工を担当した。

## ロケット
ロケットは「Kii-based Advanced & Instant ROcket System」の頭文字からKAIROS（カイロス）と命名された。
カイロスはギリシャ神話に登場する「時間」および「機会」の神。同社は「世界で最も契約から最短で、頻繁にロケットを打ち上げる」宇宙輸送サービスを目指していて、「時間を味方に市場を制する」との意思を示したという。また、カイロスにはギリシャ語で「チャンス」の意味があり、好機をとらえて事業を成功に導くという思いも込めた。

## 経済効果
和歌山県の試算により、スペースワン社が建設を進めているロケット発射場「スペースポート紀伊」は、10年間で670億円程度の経済波及効果があると見込まれている。
経済効果は、建設投資効果や射場運営効果、観光消費効果の合計。地域においては、観光振興が進んでおり、串本町・那智勝浦町両町共同運営の観光案内多言語ウェブサイト「ロケットのある町SpaceTown串本町・那智勝浦町」が開設された。